# هری کلارک (بازیکن فوتبال، زاده ۱۹۳۲)
هری کلارک (انگلیسی: Harry Clark; ۲۹ دسامبر ۱۹۳۲ – ۲۳ فوریهٔ ۲۰۲۱) بازیکن فوتبال اهل بریتانیا بود.
از باشگاه‌هایی که در آن بازی کرده‌است می‌توان به باشگاه فوتبال شفیلد ونزدی، باشگاه فوتبال هارتل پول یونایتد، و باشگاه فوتبال دارلینگتون اشاره کرد.